# Taba Renah (Selangit)
Taba Renah is een bestuurslaag in het regentschap Musi Rawas van de provincie Zuid-Sumatra, Indonesië. Taba Renah telt 1632 inwoners (volkstelling 2010).